# Alpharetta
Alpharetta je město ve Fulton County ve státě Georgie ve Spojených státech amerických. Jedná se o severní předměstí Atlanty. V roce 2011 zde žilo 57 877 obyvatel.

## Demografie
Podle sčítání v roce 2000 žilo ve městě 34 854 obyvatel a bylo v něm 13 911 domácností a 8 916 rodin. V roce 2011 žilo ve městě 28 210 mužů (48,7 %) a 29 667 žen (51,3 %). Průměrný věk obyvatel je 36 let.